# Туника
Туника (лат. tunica) в Древен Рим - дълга риза без или с къси ръкави, носена под тогата, а у дома като ежедневна дреха. Сенаторите и патрициите обличали туника с пурпурна лента от яката до долния край. Туниката на конниците била с по-тясна лента, а триумфаторите носели пурпурна туника.